# Nilsenbreen
De Nilsenbreen is een gletsjer op het eiland Nordaustlandet, dat deel uitmaakt van de Noorse eilandengroep Spitsbergen.
De gletsjer is vernoemd naar Noors zeiler en ontdekkingsreiziger Johannes Nilsen (1842-1929).

## Geografie
De gletsjer ligt in het noordoostelijk deel van het eiland in Orvin Land. Ze komt van de Austfonna en mondt in het noorden uit in de Noordelijke IJszee.
Op ruim drie kilometer naar het zuidoosten ligt de gletsjer Normanbreen en op ruim twee kilometer naar het westen ligt de gletsjer Schweigaardbreen.